# Castillo de San Pedro de la Roca
El Castillo de San Pedro de la Roca del Morro o Castillo del Morro como también se le conoce, es una fortaleza militar situada en el Distrito Antonio Maceo de Santiago de Cuba, Cuba, declarada por la Unesco en 1998 como Patrimonio de la Humanidad. No se le debe confundir con el Fuerte San Felipe del Morro en San Juan, Puerto Rico, que además de estar situados en ciudades de dos islas antillanas y compartir nombres parecidos, también en apariencia son muy similares.

## Historia
Esta fortificación militar renacentista fue construida en el año 1638 con el objetivo de proteger la ciudad de Santiago de Cuba contra un ataque naval.
La idea surgió de parte del que entonces era gobernador de la provincia Pedro de la Roca y Borja.
El famoso ingeniero italiano Bautista Antonelli fue quien dirigió los trabajos de construcción y diseño, de forma que se pudieran aprovechar las posibilidades defensivas y ofensivas del terreno sobre el que se levantaba.
El Morro de Santiago ha sido intervenido en numerosas ocasiones a lo largo de su historia. La reforma más importante tuvo lugar después del terremoto de 1766. Entonces, y pesar de lo repetido por algunos autores, no se documentaron daños muy reseñables, si bien la coyuntura sirvió de excusa para replantear la defensa del castillo. Para ello se comisionó al ingeniero Agustín Crame, quien se desplazó a Santiago y proyectó pequeñas reparaciones así como la configuración de nuevas baterías y obras exteriores. A pesar de que en el proyecto intervino el ingeniero Juan Martín Cermeño como supervisor, recientes investigaciones han identificado cómo sus consideraciones no fueron finalmente ejecutadas, siendo parte de lo dispuesto por Crame lo que finalmente se construiría con algunas modificaciones posteriores.
Fue protagonista de significativos hechos en los que participaron corsarios y piratas, en los siglos XVII y XVIII. Durante las guerras independentistas se desempeñó como prisión. El 3 de julio de 1898 fue protaginista de uno de lo hechos más importantes de la historia de América: la Batalla naval de Santiago de Cuba, hecho que definió el fin del dominio español en el continente.
Su arquitectura resulta impresionante por la superposición coherente de códigos medievales y renacentistas, que definen su imagen en diferentes terrazas a desnivel, las cuales a vista de pájaro semejan una punta de lanza que apunta al mar.
Fue declarado Patrimonio de la Humanidad por la Unesco en 1997, anteriormente ya había sido declarado Monumento nacional por Resolución 09/1979.
Es considerado por los entendidos como el mayor y más completo ejemplo de las construcciones militares renacentistas españolas en el Nuevo Mundo.

## Galería

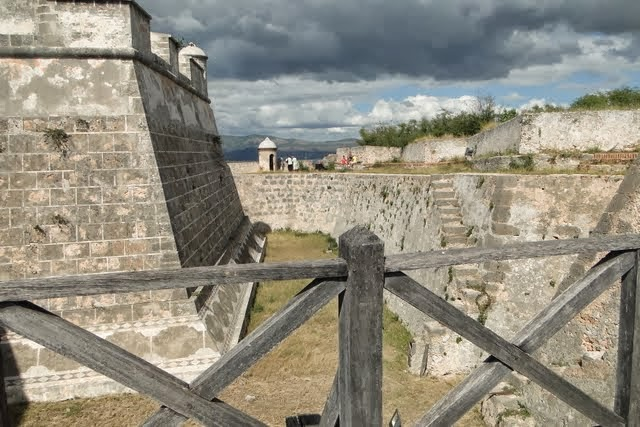
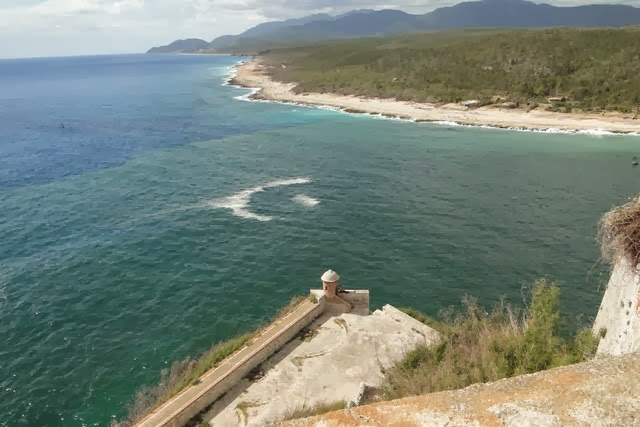
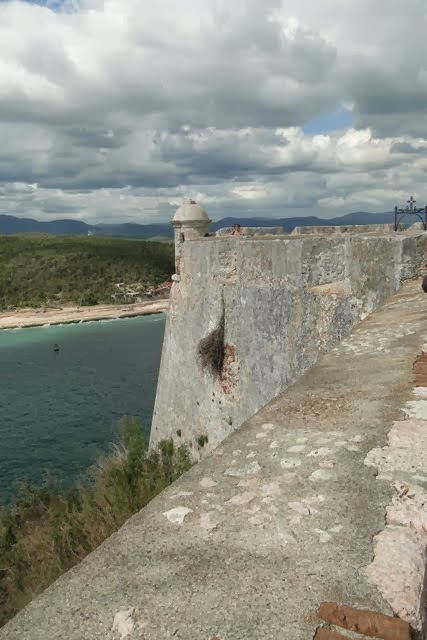
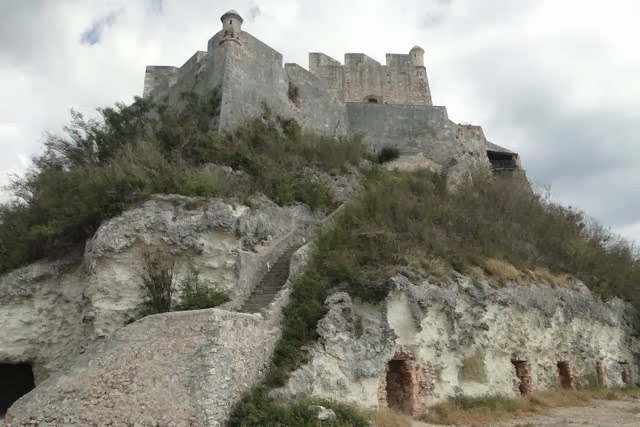
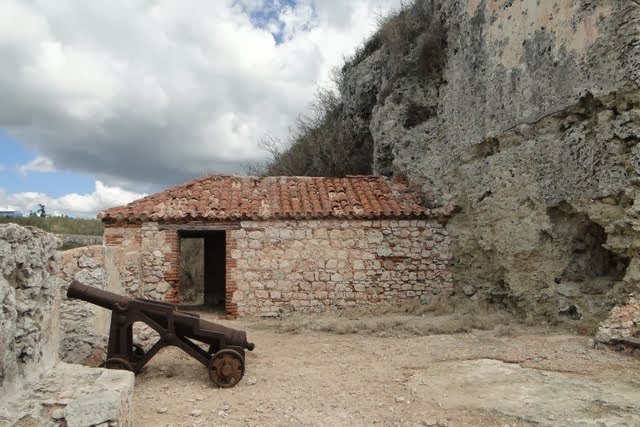
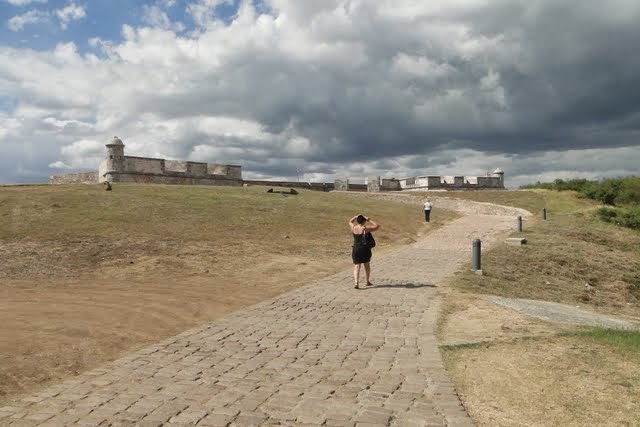